# Blackdown Hills

Ligging van de Blackdown Hills in Engeland

De Blackdown Hills is een heuvelgebied langs de grens van Devon en Somerset in het zuidwesten van Engeland, dat in 1991 als National Landscape werd erkend. Het plateau is voornamelijk gevormd uit hoornsteen, groenzandsteen en restanten krijt en wordt doorsneden door rivierdalen. Het gebied wordt sinds de ijzertijd bewoond. In het gebied zijn resten aangetroffen van walburchten en Normandische mottekastelen.

## Geografie

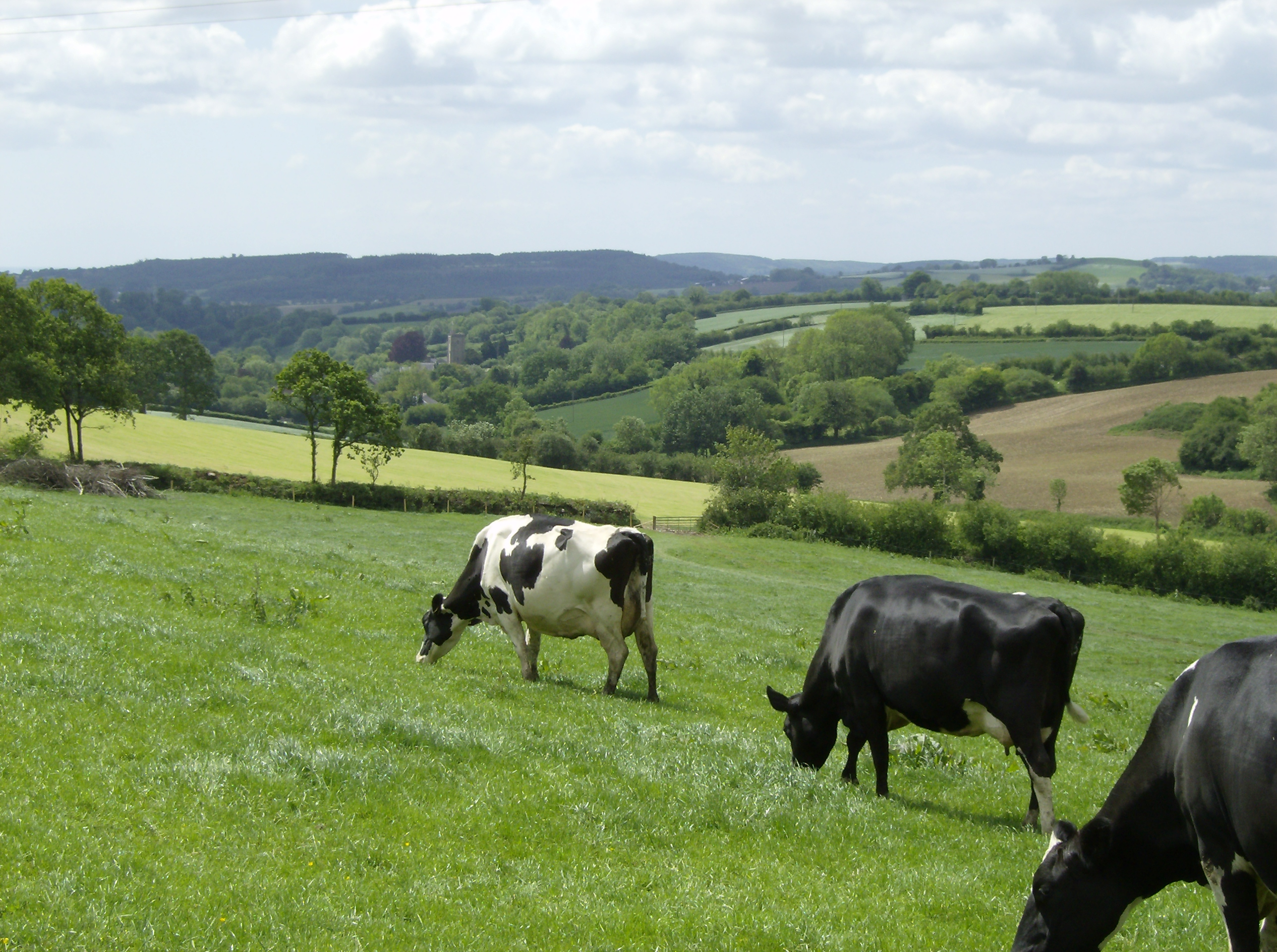
Dalwood, Devon

De Blackdown Hills ligt in een gebied rond de grenzen van Somerset en Devon en heeft een oppervlakte van 370 km² op een hoogte tussen de 150 en 310 meter. Het noordelijke deel kenmerkt zich door steile hellingen en veel bebossing. Het hoogste punt is Staple Hill in Somerset, dat op 315 meter boven zeeniveau ligt. De heuvels in het zuidelijk deel van de Blackdown Hills rond Honiton in Devon zijn vlakker. De Blackdown Hills is een dunbevolkt gebied; een groot deel van de gronden worden gebruikt voor de veeteelt.

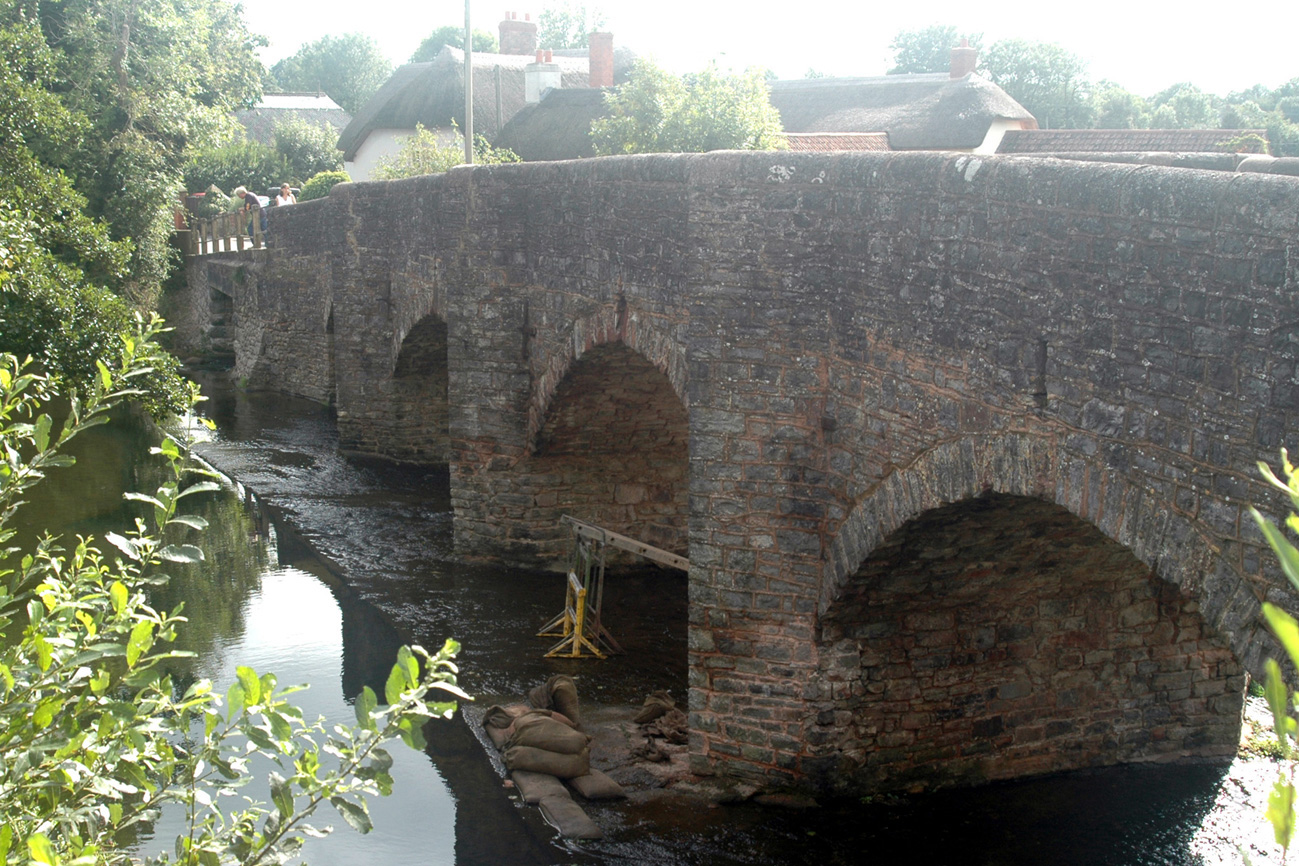
Brug over de Culm in Culmstock

De drie belangrijkste rivieren van het gebied zijn de Culm, Otter en Yarty. De Culm ontspringt in de buurt van Culmhead en stroomt westwaarts door Hemyock, vervolgens Culmstock naar Uffculme om vervolgens in de Exe ten noordwesten van Exeter uit te monden. De naam van de rivier betekent 'knoop' of 'strop', vanwege de lussen en kronkels van de rivier; of is afgeleid van een Keltische benaming voor kronkelige stroom. De Otter ontspringt in de buurt van Otterford en stroomt in zuidelijke richting over een lengte van 32 km door East Devon naar het Kanaal aan de westkant van Lyme Bay.
Plaatsen in het noordelijke deel van de heuvels zijn Staple Fitzpaine, Buckland St Mary, Whitestaunton, Wambrook en Churchstanton. In het grotere, meer zuidelijk gelegen deel in Devon liggen onder andere Dunkeswell, Upottery, Smeatharpe, Hemyock, Blackborough, Yarcombe, Membury, Stockland, Sheldon en Cotleigh.
De autosnelweg M5 verloopt langs de noordwestelijke rand van de Blackdown Hills.